# Margarita Cueto
Margarita Cueto (Cidade do México, 1900 – Ibidem, 19 de março de 1977) foi uma soprano mexicana, célebre por seus duetos para a RCA, com o seu compatriota, Juan Arvizu.

## Trajetória
Formou-se na Academia de Santa Cecília, em Puebla de Zaragoza, onde estuda solfejo e piano. Depois translada-se para a Cidade do México, a aperfeiçoar seus conhecimentos com o maestro Enrique Rosete.
Para a década de 1920, começa a sua incursão no campo da ópera interpretando a Aida na célebre obra de Verdi, no Teatro Abreu. Compartilha o palco com vozes de María Luisa Escobar, Alberto Saint e Rodolfo Hoyos.
Assim também assina seu contrato com a gravadora RCA Records, para a qual gravará durante as décadas dos vinte e trinta. Sua prodigiosa voz era ideal para registar praticamente qualquer tipo de género: desde as zarzuelas e operetas ligeiras, passando pela música popular latino americana. Foi uma cantora prolífica e com uma técnica suprema, que a levou a gravar com cantoras da palcos do mencionado Arvizu, Carlos Mejía, Juan Polido, José Moriche, Arturo Patiño, Jorge Añez, Luis Álvarez, Tito Guizar, Evaristo Flórez, Carlos Contreras, Rodolfo Ducal, Pérola Violeta Amado, Carmen García Cornejo, etc. Mais de duas mil gravações levam o selo de perfeição vocal da soprano mexicana.
Sua qualidade musical levou-a a fazer uma volta pela Europa em companhia de maestros de palco do cubano Ernesto Lecuona. Em Espanha foram populares suas exibições; sua fama fez que o presidente dos Estados Unidos, Herbert Clarke Hoover, a convidasse a cantar na Casa Branca. Também cantou junto ao tenor italiano Ezio Pinza.
A princípios da Guerra Civil Espanhola, casou-se com Andrés Garmendia. Teve no país ibérico o seu mais afamado papel operático interpretando a Tosca de Puccini no Liceu de Barcelona. Ao retornar a México, Cueto continuou seu trabalho principalmente como docente lírica.
Os duetos de Margarita Cueto e Juan Arvizu, foram muito populares em países da América do Sul como Colômbia, onde fizeram várias apresentações na Voz de Antioquia, durante as décadas dos vinte e trinta.
Morreu na Cidade do México, a 19 de março de 1977.